# John W. Thompson
John W. Thompson (født 24. april 1949 Fort Dix i New Jersey i USA) er en tidligere vicepræsident for IBM og nuværende (2009) generaldirektør og bestyrelsesformand for Symantec Corporation. 